# Pierre Banel
Pierre Banel, né le 30 juillet 1766 à Lectoure et mort le 13 avril 1796, lors de l’attaque du château de Cosseria (Ligurie), est un général de brigade de la Révolution française.

## Biographie
Il est le fils de Dominique Banel, cordier au faubourg Saint-Gervais de Lectoure, et de Marie Laguillermie.  À dix-huit ans, en 1784, il entre dans l'armée, soldat dans le régiment de Vintimille. Il est nommé caporal le 1er juin 1788, fourrier le 4 juin 1789, et sergent peu de temps après, le 16 juin. Il quitte le service et revient à Lectoure.
Son retour à la vie civile dure peu : il s'engage dans la Garde nationale, comme caporal, puis major. Le 30 juin 1792, il s'enrôle dans le 2e bataillon de volontaires du Gers, en même temps que ses compatriotes, presque tous devenus généraux. Adjudant-major en entrant, il est nommé lieutenant-colonel le 1er juin 1793 du 7e bataillon de volontaires de l'Aude à l'armée des Pyrénées-Orientales, combat au Mas Deu, à Orles et à Peyrestortes. Il est nommé chef de brigade le 11 octobre 1793. Après l'attaque de Villelongue-dels-Monts, il est promu général de brigade le 25 décembre 1793.
En 1795, il sert dans l'armée d'Italie sous les ordres d'Augereau. Il est blessé par un coup de feu à Loano. À peine remis, il combat avec une rare bravoure, aux côtés de Lannes et de Dupin, ses compatriotes, au vieux château de Cosseria, où les Autrichiens et Sardes sont retranchés. Trois colonnes doivent monter à l'assaut de la butte, conduites par les généraux Quesnel, Joubert et Banel. Alors que chaque colonne escalade chacun des contreforts qui mènent au sommet, Joubert fait faire halte à ses hommes pour reprendre haleine. Banel et Quesnel font de même. Les défenseurs, pensant que les assaillants hésitent, en profitent pour faire rouler sur eux d'énormes rocs qui font des dégâts considérables : Banel est tué avec un millier d’hommes. Banel n'avait pas trente ans. Joubert atteint les murailles avec sept hommes, mais il est blessé et doit se replier. Ce n'est que le lendemain qu'Augereau obtiendra la reddition des assiégés.

### Distinctions
- Il fait partie des 660 officiers à avoir son nom gravé sous l'arc de triomphe de l'Étoile.

### Bibliographie

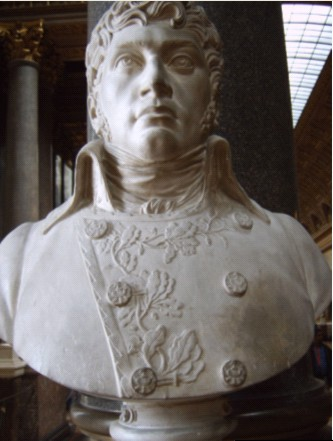
Buste dans la Galerie des batailles du château de Versailles